# Coelogyne fuscescens
Coelogyne fuscescens é uma espécie de orquídea (Orchidaceae) do Sudeste Asiático.